# Jean IV de Brosse
Pour les articles homonymes, voir De Brosse et Jean de Bretagne.
Jean IV de Brosse de Boussac, dit de Bretagne (1505, Lamballe - 27 janvier 1564, Lamballe), comte de Penthièvre, de 1525 à 1564,  duc d'Étampes, de Chevreuse, baron de Boussac et de Laigle, et gouverneur de Bretagne. Sébastien de Luxembourg, son neveu, lui succéda.
Il était le fils de René de Brosse de Boussac et de Jeanne de Commines (fille unique de Philippe de Commynes). Jean Ier de Brosse, maréchal de France, était son trisaïeul.
Vers 1554, vente de L'Aigle à François d’Aubray : par le mariage vers 1587/1588 de sa petite-fille Marie d'Aubray avec Sébastien des Acres, L'Aigle entre dans cette famille normande, jusqu'à la Révolution

## Union
Marié en 1536 avec Anne de Pisseleu, duchesse d'Étampes, favorite du roi François Ier de France. Mort sans postérité.